# Governi italiani per durata
Questa pagina contiene un elenco dei governi italiani che si sono susseguiti dal 1861 fino a oggi, in ordine di durata.
Il periodo indicato più avanti nelle colonne «Giorni» e «Periodo in carica» parte con il giorno del giuramento dei ministri del governo e termina con il giorno in cui il governo cessa di ricoprire il potere esecutivo, ovvero all'entrata in carica del governo successivo. Nella colonna «Data di termine» è indicato il giorno in cui il governo dà le dimissioni per volontà o per morte del Presidente del Consiglio dei ministri in carica, oppure per la revoca della fiducia da parte di uno dei due rami del Parlamento, insieme al tempo trascorso tra la formazione del governo e le dimissioni. Durante la crisi, ovvero tra la presentazione delle dimissioni e il giuramento del governo successivo, è prassi che il governo resti in carica per il disbrigo degli affari correnti.

## Repubblica Italiana

### Governi
| N.  | Giorni in carica | Giorni effettivi | Governo         | Periodo in carica                   | Data di termine   |
| --- | ---------------- | ---------------- | --------------- | ----------------------------------- | ----------------- |
| 1.  | 1412             | 1409             | Berlusconi II   | 11 giugno 2001 – 23 aprile 2005     | 20 aprile 2005    |
| 2.  | 1287             | 1283             | Berlusconi IV   | 8 maggio 2008 – 16 novembre 2011    | 12 novembre 2011  |
| 3.  | 1093             | 1058             | Craxi I         | 4 agosto 1983 – 1º agosto 1986      | 27 giugno 1986    |
| 4.  | 1023             | 1023             | Meloni          | 22 ottobre 2022 – in carica         |                   |
| 5.  | 1024             | 1019             | Renzi           | 22 febbraio 2014 – 12 dicembre 2016 | 7 dicembre 2016   |
| 6.  | 886              | 874              | Prodi I         | 18 maggio 1996 – 21 ottobre 1998    | 9 ottobre 1998    |
| 7.  | 852              | 832              | Moro III        | 24 febbraio 1966 – 25 giugno 1968   | 5 giugno 1968     |
| 8.  | 722              | 617              | Prodi II        | 17 maggio 2006 – 8 maggio 2008      | 24 gennaio 2008   |
| 9.  | 721              | 704              | De Gasperi VII  | 26 luglio 1951 – 16 luglio 1953     | 29 giugno 1953    |
| 10. | 684              | 670              | Segni I         | 6 luglio 1955 – 20 maggio 1957      | 6 maggio 1957     |
| 11. | 629              | 614              | Andreotti VI    | 23 luglio 1989 – 13 aprile 1991     | 29 marzo 1991     |
| 12. | 616              | 523              | Draghi          | 13 febbraio 2021 – 22 ottobre 2022  | 21 luglio 2022    |
| 13. | 613              | 598              | De Gasperi V    | 24 maggio 1948 – 27 gennaio 1950    | 12 gennaio 1950   |
| 14. | 591              | 535              | Andreotti III   | 30 luglio 1976 – 13 marzo 1978      | 16 gennaio 1978   |
| 15. | 581              | 547              | Moro II         | 23 luglio 1964 – 24 febbraio 1966   | 21 gennaio 1966   |
| 16. | 575              | 555              | Fanfani III     | 27 luglio 1960 – 22 febbraio 1962   | 2 febbraio 1962   |
| 17. | 561              | 527              | Colombo         | 6 agosto 1970 – 18 febbraio 1972    | 15 gennaio 1972   |
| 18. | 545              | 535              | De Gasperi VI   | 27 gennaio 1950 – 26 luglio 1951    | 16 luglio 1951    |
| 19. | 536              | 467              | Gentiloni       | 12 dicembre 2016 – 1º giugno 2018   | 24 marzo 2018     |
| 20. | 529              | 401              | Monti           | 16 novembre 2011 – 28 aprile 2013   | 21 dicembre 2012  |
| 21. | 527              | 509              | Conte II        | 5 settembre 2019 – 13 febbraio 2021 | 26 gennaio 2021   |
| 22. | 511              | 497              | Scelba          | 10 febbraio 1954 – 6 luglio 1955    | 22 giugno 1955    |
| 23. | 487              | 359              | Dini            | 17 gennaio 1995 – 18 maggio 1996    | 11 gennaio 1996   |
| 24. | 485              | 448              | Fanfani IV      | 22 febbraio 1962 – 22 giugno 1963   | 16 maggio 1963    |
| 25. | 466              | 401              | De Mita         | 13 aprile 1988 – 23 luglio 1989     | 19 maggio 1989    |
| 26. | 461              | 445              | Conte I         | 1º giugno 2018 – 5 settembre 2019   | 20 agosto 2019    |
| 27. | 446              | 410              | Moro IV         | 23 novembre 1974 – 12 febbraio 1976 | 7 gennaio 1976    |
| 28. | 442              | 377              | Andreotti VII   | 13 aprile 1991 – 28 giugno 1992     | 24 aprile 1992    |
| 29. | 427              | 423              | D'Alema I       | 21 ottobre 1998 – 22 dicembre 1999  | 18 dicembre 1999  |
| 30. | 421              | 405              | Spadolini I     | 28 giugno 1981 – 23 agosto 1982     | 7 agosto 1982     |
| 31. | 411              | 400              | Amato II        | 26 aprile 2000 – 11 giugno 2001     | 31 maggio 2001    |
| 32. | 408              | 395              | Zoli            | 20 maggio 1957 – 2 luglio 1958      | 19 giugno 1958    |
| 33. | 404              | 373              | Segni II        | 16 febbraio 1959 – 26 marzo 1960    | 24 febbraio 1960  |
| 34. | 389              | 374              | Berlusconi III  | 23 aprile 2005 – 17 maggio 2006     | 2 maggio 2006     |
| 35. | 377              | 351              | Andreotti II    | 26 giugno 1972 – 8 luglio 1973      | 12 giugno 1973    |
| 36. | 377              | 259              | Ciampi          | 29 aprile 1993 – 11 maggio 1994     | 13 gennaio 1994   |
| 37. | 373              | 324              | Andreotti IV    | 13 marzo 1978 – 21 marzo 1979       | 31 gennaio 1979   |
| 38. | 358              | 346              | De Gasperi IV   | 1º giugno 1947 – 24 maggio 1948     | 12 maggio 1948    |
| 39. | 305              | 298              | Amato I         | 28 giugno 1992 – 29 aprile 1993     | 22 aprile 1993    |
| 40. | 300              | 292              | Letta           | 28 aprile 2013 – 22 febbraio 2014   | 14 febbraio 2014  |
| 41. | 260              | 214              | Craxi II        | 1º agosto 1986 – 18 aprile 1987     | 3 marzo 1987      |
| 42. | 259              | 226              | Goria           | 29 luglio 1987 – 13 aprile 1988     | 11 marzo 1988     |
| 43. | 253              | 220              | Forlani         | 18 ottobre 1980 – 28 giugno 1981    | 26 maggio 1981    |
| 44. | 253              | 202              | Rumor V         | 15 marzo 1974 – 23 novembre 1974    | 3 ottobre 1974    |
| 45. | 251              | 225              | Berlusconi I    | 11 maggio 1994 – 17 gennaio 1995    | 22 dicembre 1994  |
| 46. | 250              | 237              | Rumor IV        | 8 luglio 1973 – 15 marzo 1974       | 2 marzo 1974      |
| 47. | 246              | 149              | Fanfani V       | 1º dicembre 1982 – 4 agosto 1983    | 29 aprile 1983    |
| 48. | 243              | 227              | Cossiga I       | 5 agosto 1979 – 4 aprile 1980       | 19 marzo 1980     |
| 49. | 236              | 204              | Rumor I         | 13 dicembre 1968 – 6 agosto 1969    | 5 luglio 1969     |
| 50. | 234              | 185              | Rumor II        | 6 agosto 1969 – 28 marzo 1970       | 7 febbraio 1970   |
| 51. | 231              | 204              | Moro I          | 5 dicembre 1963 – 23 luglio 1964    | 26 giugno 1964    |
| 52. | 229              | 208              | Fanfani II      | 2 luglio 1958 – 16 febbraio 1959    | 26 gennaio 1959   |
| 53. | 203              | 190              | De Gasperi II   | 14 luglio 1946 – 2 febbraio 1947    | 20 gennaio 1947   |
| 54. | 197              | 177              | Cossiga II      | 4 aprile 1980 – 18 ottobre 1980     | 28 settembre 1980 |
| 55. | 171              | 147              | Leone II        | 25 giugno 1968 – 13 dicembre 1968   | 19 novembre 1968  |
| 56. | 169              | 78               | Moro V          | 12 febbraio 1976 – 30 luglio 1976   | 30 aprile 1976    |
| 57. | 166              | 136              | Leone I         | 22 giugno 1963 – 5 dicembre 1963    | 5 novembre 1963   |
| 58. | 155              | 141              | Pella           | 17 agosto 1953 – 19 gennaio 1954    | 5 gennaio 1954    |
| 59. | 137              | 10               | Andreotti V     | 21 marzo 1979 – 5 agosto 1979       | 31 marzo 1979     |
| 60. | 131              | 100              | Rumor III       | 28 marzo 1970 – 6 agosto 1970       | 6 luglio 1970     |
| 61. | 129              | 8                | Andreotti I     | 18 febbraio 1972 – 26 giugno 1972   | 26 febbraio 1972  |
| 62. | 126              | 119              | D'Alema II      | 22 dicembre 1999 – 26 aprile 2000   | 19 aprile 2000    |
| 63. | 123              | 115              | Tambroni        | 26 marzo 1960 – 27 luglio 1960      | 19 luglio 1960    |
| 64. | 119              | 100              | De Gasperi III  | 2 febbraio 1947 – 1º giugno 1947    | 13 maggio 1947    |
| 65. | 102              | 10               | Fanfani VI      | 18 aprile 1987 – 29 luglio 1987     | 28 aprile 1987    |
| 66. | 100              | 82               | Spadolini II    | 23 agosto 1982 – 1º dicembre 1982   | 13 novembre 1982  |
| 67. | 32               | 12               | De Gasperi VIII | 16 luglio 1953 – 17 agosto 1953     | 28 luglio 1953    |
| 68. | 22               | 11               | Fanfani I       | 19 gennaio 1954 – 10 febbraio 1954  | 30 gennaio 1954   |

### Presidenti del Consiglio per durata incarico
| N.  | Giorni in carica | Giorni effettivi | Ritratto | Presidente del Consiglio | Partito di appartenenza                                      | Governi |
| --- | ---------------- | ---------------- | -------- | ------------------------ | ------------------------------------------------------------ | ------- |
| 1.  | 3339             | 3291             |          | Silvio Berlusconi        | Forza Italia (1994-2009)Il Popolo della Libertà (2009-2013)  | 4       |
| 2.  | 2678             | 2219             |          | Giulio Andreotti         | Democrazia Cristiana                                         | 7       |
| 3.  | 2591             | 2485             |          | Alcide De Gasperi        | Democrazia Cristiana                                         | 7       |
| 4.  | 2279             | 2071             |          | Aldo Moro                | Democrazia Cristiana                                         | 5       |
| 5.  | 1659             | 1381             |          | Amintore Fanfani         | Democrazia Cristiana                                         | 6       |
| 6.  | 1608             | 1491             |          | Romano Prodi             | L'Ulivo (1995-2007)Partito Democratico (2007-2009)           | 2       |
| 7.  | 1353             | 1272             |          | Bettino Craxi            | Partito Socialista Italiano                                  | 2       |
| 8.  | 1104             | 928              |          | Mariano Rumor            | Democrazia Cristiana                                         | 5       |
| 9.  | 1088             | 1043             |          | Antonio Segni            | Democrazia Cristiana                                         | 2       |
| 10. | 1023             | 1023             |          | Giorgia Meloni           | Fratelli d'Italia                                            | 1       |
| 11. | 1024             | 1019             |          | Matteo Renzi             | Partito Democratico                                          | 1       |
| 12. | 988              | 954              |          | Giuseppe Conte           | Indipendente di area Movimento 5 Stelle                      | 2       |
| 13. | 716              | 698              |          | Giuliano Amato           | Partito Socialista Italiano (1992-1994)L'Ulivo (1995-2007)   | 2       |
| 14. | 616              | 523              |          | Mario Draghi             | Indipendente                                                 | 1       |
| 15. | 561              | 527              |          | Emilio Colombo           | Democrazia Cristiana                                         | 1       |
| 16. | 553              | 542              |          | Massimo D'Alema          | Democratici di Sinistra                                      | 2       |
| 17. | 536              | 467              |          | Paolo Gentiloni          | Partito Democratico                                          | 1       |
| 18. | 529              | 401              |          | Mario Monti              | Indipendente (fino al 2012)Scelta Civica (2012-2013)         | 1       |
| 19. | 521              | 487              |          | Giovanni Spadolini       | Partito Repubblicano Italiano                                | 2       |
| 20. | 511              | 497              |          | Mario Scelba             | Democrazia Cristiana                                         | 1       |
| 21. | 487              | 359              |          | Lamberto Dini            | Indipendente (fino al 1996)Rinnovamento Italiano (1996-2002) | 1       |
| 22. | 466              | 401              |          | Ciriaco De Mita          | Democrazia Cristiana                                         | 1       |
| 23. | 440              | 404              |          | Francesco Cossiga        | Democrazia Cristiana                                         | 2       |
| 24. | 408              | 395              |          | Adone Zoli               | Democrazia Cristiana                                         | 1       |
| 25. | 377              | 259              |          | Carlo Azeglio Ciampi     | Indipendente                                                 | 1       |
| 26. | 337              | 283              |          | Giovanni Leone           | Democrazia Cristiana                                         | 2       |
| 27. | 300              | 292              |          | Enrico Letta             | Partito Democratico                                          | 1       |
| 28. | 259              | 226              |          | Giovanni Goria           | Democrazia Cristiana                                         | 1       |
| 29. | 253              | 220              |          | Arnaldo Forlani          | Democrazia Cristiana                                         | 1       |
| 30. | 155              | 141              |          | Giuseppe Pella           | Democrazia Cristiana                                         | 1       |
| 31. | 123              | 115              |          | Fernando Tambroni        | Democrazia Cristiana                                         | 1       |

## Regno d'Italia

### Governi
| N.  | Giorni in carica | Giorni effettivi | Governo        | Periodo in carica                    | Data di termine   |
| --- | ---------------- | ---------------- | -------------- | ------------------------------------ | ----------------- |
| 1.  | 7574             | 7572             | Mussolini      | 31 ottobre 1922 – 27 luglio 1943     | 25 luglio 1943    |
| 2.  | 1304             | 1290             | Lanza          | 14 dicembre 1869 – 10 luglio 1873    | 26 giugno 1873    |
| 3.  | 1291             | 1283             | Giolitti III   | 30 maggio 1906 – 11 dicembre 1909    | 3 dicembre 1909   |
| 4.  | 1087             | 1076             | Giolitti IV    | 30 marzo 1911 – 21 marzo 1914        | 10 marzo 1914     |
| 5.  | 991              | 978              | Zanardelli     | 15 febbraio 1901 – 3 novembre 1903   | 21 ottobre 1903   |
| 6.  | 989              | 983              | Minghetti II   | 10 luglio 1873 – 25 marzo 1876       | 19 marzo 1876     |
| 7.  | 726              | 723              | Depretis IV    | 29 maggio 1881 – 25 maggio 1883      | 22 maggio 1883    |
| 8.  | 702              | 693              | Crispi II      | 9 marzo 1889 – 9 febbraio 1891       | 31 gennaio 1891   |
| 9.  | 644              | 630              | Depretis I     | 25 marzo 1876 – 29 dicembre 1877     | 15 dicembre 1877  |
| 10. | 644              | 589              | Depretis VII   | 29 giugno 1885 – 4 aprile 1887       | 8 febbraio 1887   |
| 11. | 635              | 630              | Crispi IV      | 14 giugno 1894 – 10 marzo 1896       | 5 marzo 1896      |
| 12. | 601              | 597              | Orlando        | 30 ottobre 1917 – 23 giugno 1919     | 19 giugno 1919    |
| 13. | 592              | 583              | Salandra II    | 5 novembre 1914 – 19 giugno 1916     | 10 giugno 1916    |
| 14. | 580              | 571              | Crispi I       | 7 agosto 1887 – 9 marzo 1889         | 28 febbraio 1889  |
| 15. | 579              | 558              | Giolitti I     | 15 maggio 1892 – 15 dicembre 1893    | 24 novembre 1893  |
| 16. | 554              | 549              | Minghetti I    | 24 marzo 1863 – 28 settembre 1864    | 23 settembre 1864 |
| 17. | 551              | 536              | Cairoli III    | 25 novembre 1879 – 29 maggio 1881    | 14 maggio 1881    |
| 18. | 517              | 509              | Di Rudinì III  | 15 luglio 1896 – 14 dicembre 1897    | 6 dicembre 1897   |
| 19. | 499              | 487              | Giolitti II    | 3 novembre 1903 – 16 marzo 1905      | 4 marzo 1905      |
| 20. | 498              | 494              | Boselli        | 19 giugno 1916 – 30 ottobre 1917     | 26 ottobre 1917   |
| 21. | 494              | 488              | Menabrea II    | 5 gennaio 1868 – 13 maggio 1869      | 7 maggio 1869     |
| 22. | 461              | 430              | Di Rudinì I    | 9 febbraio 1891 – 15 maggio 1892     | 14 aprile 1892    |
| 23. | 459              | 449              | La Marmora II  | 28 settembre 1864 – 31 dicembre 1865 | 21 dicembre 1865  |
| 24. | 456              | 445              | Depretis VI    | 30 marzo 1884 – 29 giugno 1885       | 18 giugno 1885    |
| 25. | 406              | 399              | Pelloux II     | 15 maggio 1899 – 25 giugno 1900      | 18 giugno 1900    |
| 26. | 383              | 376              | Giolitti V     | 16 giugno 1920 – 4 luglio 1921       | 27 giugno 1921    |
| 27. | 364              | 353              | Luzzatti       | 31 marzo 1910 – 30 marzo 1911        | 19 marzo 1911     |
| 28. | 334              | 324              | Nitti I        | 23 giugno 1919 – 22 maggio 1920      | 12 maggio 1920    |
| 29. | 319              | 307              | Pelloux I      | 30 giugno 1898 – 15 maggio 1899      | 3 maggio 1899     |
| 30. | 310              | 300              | Depretis V     | 25 maggio 1883 – 30 marzo 1884       | 20 marzo 1884     |
| 31. | 294              | 288              | Ricasoli II    | 20 giugno 1866 – 10 aprile 1867      | 4 aprile 1867     |
| 32. | 280              | 273              | Rattazzi I     | 3 marzo 1862 – 8 dicembre 1862       | 1º dicembre 1862  |
| 33. | 272              | 265              | Badoglio I     | 27 luglio 1943 – 24 aprile 1944      | 17 aprile 1944    |
| 34. | 271              | 265              | Fortis I       | 28 marzo 1905 – 24 dicembre 1905     | 18 dicembre 1905  |
| 35. | 270              | 263              | Cairoli I      | 24 marzo 1878 – 19 dicembre 1878     | 12 dicembre 1878  |
| 36. | 264              | 261              | Ricasoli I     | 12 giugno 1861 – 3 marzo 1862        | 28 febbraio 1862  |
| 37. | 237              | 213              | Bonomi I       | 4 luglio 1921 – 26 febbraio 1922     | 2 febbraio 1922   |
| 38. | 235              | 227              | Saracco        | 25 giugno 1900 – 15 febbraio 1901    | 7 febbraio 1901   |
| 39. | 229              | 224              | Salandra I     | 21 marzo 1914 – 5 novembre 1914      | 31 ottobre 1914   |
| 40. | 216              | 203              | De Gasperi I   | 10 dicembre 1945 – 14 luglio 1946    | 1º luglio 1946    |
| 41. | 215              | 193              | Menabrea III   | 13 maggio 1869 – 14 dicembre 1869    | 22 novembre 1869  |
| 42. | 207              | 196              | Depretis III   | 19 dicembre 1878 – 14 luglio 1879    | 3 luglio 1879     |
| 43. | 200              | 192              | Rattazzi II    | 10 aprile 1867 – 27 ottobre 1867     | 19 ottobre 1867   |
| 44. | 191              | 182              | Bonomi III     | 12 dicembre 1944 – 21 giugno 1945    | 12 giugno 1945    |
| 45. | 181              | 172              | Crispi III     | 15 dicembre 1893 – 14 giugno 1894    | 5 giugno 1894     |
| 46. | 177              | 161              | Bonomi II      | 18 giugno 1944 – 12 dicembre 1944    | 26 novembre 1944  |
| 47. | 172              | 156              | Parri          | 21 giugno 1945 – 10 dicembre 1945    | 24 novembre 1945  |
| 48. | 171              | 171              | La Marmora III | 31 dicembre 1865 – 20 giugno 1866    | 20 giugno 1866    |
| 49. | 169              | 165              | Di Rudinì IV   | 14 dicembre 1897 – 1º giugno 1898    | 28 maggio 1898    |
| 50. | 156              | 143              | Facta I        | 26 febbraio 1922 – 1º agosto 1922    | 19 luglio 1922    |
| 51. | 134              | 127              | Cairoli II     | 14 luglio 1879 – 25 novembre 1879    | 18 novembre 1879  |
| 52. | 127              | 123              | Di Rudinì II   | 10 marzo 1896 – 15 luglio 1896       | 11 luglio 1896    |
| 53. | 125              | 116              | Depretis VIII  | 4 aprile 1887 – 7 agosto 1887        | 29 luglio 1887    |
| 54. | 111              | 99               | Sonnino I      | 8 febbraio 1906 – 30 maggio 1906     | 18 maggio 1906    |
| 55. | 110              | 100              | Sonnino II     | 11 dicembre 1909 – 31 marzo 1910     | 21 marzo 1910     |
| 56. | 106              | 106              | Farini         | 8 dicembre 1862 – 24 marzo 1863      | 24 marzo 1863     |
| 57. | 91               | 87               | Facta II       | 1º agosto 1922 – 31 ottobre 1922     | 27 ottobre 1922   |
| 58. | 85               | 70               | Depretis II    | 29 dicembre 1877 – 24 marzo 1878     | 9 marzo 1878      |
| 59. | 81               | 75               | Cavour IV      | 23 marzo 1861 – 12 giugno 1861       | 6 giugno 1861     |
| 60. | 70               | 57               | Menabrea I     | 27 ottobre 1867 – 5 gennaio 1868     | 23 dicembre 1867  |
| 61. | 55               | 45               | Badoglio II    | 24 aprile 1944 – 18 giugno 1944      | 8 giugno 1944     |
| 62. | 46               | 40               | Fortis II      | 24 dicembre 1905 – 8 febbraio 1906   | 2 febbraio 1906   |
| 63. | 29               | 17               | Di Rudinì V    | 1º giugno 1898 – 30 giugno 1898      | 18 giugno 1898    |
| 64. | 25               | 18               | Nitti II       | 22 maggio 1920 – 16 giugno 1920      | 9 giugno 1920     |
| 65. | 12               | 9                | Tittoni        | 16 marzo 1905 – 28 marzo 1905        | 25 marzo 1905     |

### Presidenti del Consiglio per durata incarico
| N.  | Giorni in carica | Giorni effettivi | Ritratto | Presidente del Consiglio       | Partito di appartenenza                                                             | Governi |
| --- | ---------------- | ---------------- | -------- | ------------------------------ | ----------------------------------------------------------------------------------- | ------- |
| 1.  | 7574             | 7572             |          | Benito Mussolini               | Partito Nazionale Fascista                                                          | 1       |
| 2.  | 3839             | 3780             |          | Giovanni Giolitti              | Sinistra storica (fino al 1913)Partito Liberale Italiano (1913-1926)                | 5       |
| 3.  | 3197             | 3069             |          | Agostino Depretis              | Sinistra storica                                                                    | 8       |
| 4.  | 2098             | 2066             |          | Francesco Crispi               | Sinistra storica                                                                    | 4       |
| 5.  | 1543             | 1532             |          | Marco Minghetti                | Destra storica                                                                      | 2       |
| 6.  | 1304             | 1290             |          | Giovanni Lanza                 | Destra storica                                                                      | 1       |
| 7.  | 1303             | 1244             |          | Antonio di Rudinì              | Destra storica                                                                      | 5       |
| 8.  | 991              | 978              |          | Giuseppe Zanardelli            | Sinistra storica                                                                    | 1       |
| 9.  | 955              | 926              |          | Benedetto Cairoli              | Sinistra storica                                                                    | 3       |
| 10. | 821              | 807              |          | Antonio Salandra               | Destra storica                                                                      | 2       |
| 11. | 779              | 738              |          | Luigi Federico Menabrea        | Destra storica                                                                      | 3       |
| 12. | 725              | 706              |          | Luigi Pelloux                  | Destra storica                                                                      | 2       |
| 13. | 630              | 620              |          | Alfonso La Marmora             | Destra storica                                                                      | 2       |
| 14. | 605              | 556              |          | Ivanoe Bonomi                  | Partito Socialista Riformista Italiano (1913-1926)Democrazia del Lavoro (1943-1948) | 3       |
| 15. | 601              | 597              |          | Vittorio Emanuele Orlando      | Sinistra storica                                                                    | 1       |
| 16. | 558              | 549              |          | Bettino Ricasoli               | Destra storica                                                                      | 2       |
| 17. | 498              | 494              |          | Paolo Boselli                  | Destra storica                                                                      | 1       |
| 18. | 480              | 465              |          | Urbano Rattazzi                | Sinistra storica                                                                    | 2       |
| 19. | 364              | 353              |          | Luigi Luzzatti                 | Destra storica                                                                      | 1       |
| 20. | 359              | 342              |          | Francesco Saverio Nitti        | Partito Radicale Italiano                                                           | 2       |
| 21. | 327              | 310              |          | Pietro Badoglio                | Indipendente                                                                        | 2       |
| 22. | 317              | 305              |          | Alessandro Fortis              | Sinistra storica                                                                    | 2       |
| 23. | 247              | 230              |          | Luigi Facta                    | Partito Liberale Italiano                                                           | 2       |
| 24. | 235              | 227              |          | Giuseppe Saracco               | Sinistra storica                                                                    | 1       |
| 25. | 221              | 199              |          | Sidney Sonnino                 | Destra storica                                                                      | 2       |
| 26. | 216              | 203              |          | Alcide De Gasperi              | Democrazia Cristiana                                                                | 1       |
| 27. | 172              | 156              |          | Ferruccio Parri                | Partito d'Azione                                                                    | 1       |
| 28. | 106              | 106              |          | Luigi Carlo Farini             | Destra storica                                                                      | 1       |
| 29. | 81               | 75               |          | Camillo Benso, conte di Cavour | Destra storica                                                                      | 1       |
| 30. | 12               | 9                |          | Tommaso Tittoni                | Destra storica                                                                      | 1       |

## Riepilogo dal 1861 a oggi

### Governi
| N.   | Giorni in carica | Giorni effettivi | Governo         | Periodo in carica                    | Data di termine   |
| ---- | ---------------- | ---------------- | --------------- | ------------------------------------ | ----------------- |
| 1.   | 7574             | 7572             | Mussolini       | 31 ottobre 1922 – 27 luglio 1943     | 25 luglio 1943    |
| 2.   | 1412             | 1409             | Berlusconi II   | 11 giugno 2001 – 23 aprile 2005      | 20 aprile 2005    |
| 3.   | 1304             | 1290             | Lanza           | 14 dicembre 1869 – 10 luglio 1873    | 26 giugno 1873    |
| 4.   | 1291             | 1283             | Giolitti III    | 30 maggio 1906 – 11 dicembre 1909    | 3 dicembre 1909   |
| 5.   | 1287             | 1283             | Berlusconi IV   | 8 maggio 2008 – 16 novembre 2011     | 12 novembre 2011  |
| 6.   | 1093             | 1058             | Craxi I         | 4 agosto 1983 – 1º agosto 1986       | 27 giugno 1986    |
| 7.   | 1087             | 1076             | Giolitti IV     | 30 marzo 1911 – 21 marzo 1914        | 10 marzo 1914     |
| 8.   | 1023             | 1023             | Meloni          | 22 ottobre 2022 – in carica          |                   |
| 9.   | 1024             | 1019             | Renzi           | 22 febbraio 2014 – 12 dicembre 2016  | 7 dicembre 2016   |
| 10.  | 991              | 978              | Zanardelli      | 15 febbraio 1901 – 3 novembre 1903   | 21 ottobre 1903   |
| 11.  | 989              | 983              | Minghetti II    | 10 luglio 1873 – 25 marzo 1876       | 19 marzo 1876     |
| 12.  | 886              | 874              | Prodi I         | 18 maggio 1996 – 21 ottobre 1998     | 9 ottobre 1998    |
| 13.  | 852              | 832              | Moro III        | 24 febbraio 1966 – 25 giugno 1968    | 5 giugno 1968     |
| 14.  | 726              | 723              | Depretis IV     | 29 maggio 1881 – 25 maggio 1883      | 22 maggio 1883    |
| 15.  | 722              | 617              | Prodi II        | 17 maggio 2006 – 8 maggio 2008       | 24 gennaio 2008   |
| 16.  | 721              | 704              | De Gasperi VII  | 26 luglio 1951 – 16 luglio 1953      | 29 giugno 1953    |
| 17.  | 702              | 693              | Crispi II       | 9 marzo 1889 – 9 febbraio 1891       | 31 gennaio 1891   |
| 18.  | 684              | 670              | Segni I         | 6 luglio 1955 – 20 maggio 1957       | 6 maggio 1957     |
| 19.  | 644              | 630              | Depretis I      | 25 marzo 1876 – 29 dicembre 1877     | 15 dicembre 1877  |
| 20.  | 644              | 589              | Depretis VII    | 29 giugno 1885 – 4 aprile 1887       | 8 febbraio 1887   |
| 21.  | 635              | 630              | Crispi IV       | 14 giugno 1894 – 10 marzo 1896       | 5 marzo 1896      |
| 22.  | 629              | 614              | Andreotti VI    | 23 luglio 1989 – 13 aprile 1991      | 29 marzo 1991     |
| 23.  | 616              | 523              | Draghi          | 13 febbraio 2021 – 22 ottobre 2022   | 21 luglio 2022    |
| 24.  | 613              | 598              | De Gasperi V    | 24 maggio 1948 – 27 gennaio 1950     | 12 gennaio 1950   |
| 25.  | 601              | 597              | Orlando         | 30 ottobre 1917 – 23 giugno 1919     | 19 giugno 1919    |
| 26.  | 592              | 583              | Salandra II     | 5 novembre 1914 – 19 giugno 1916     | 10 giugno 1916    |
| 27.  | 591              | 535              | Andreotti III   | 30 luglio 1976 – 13 marzo 1978       | 16 gennaio 1978   |
| 28.  | 581              | 547              | Moro II         | 23 luglio 1964 – 24 febbraio 1966    | 21 gennaio 1966   |
| 29.  | 580              | 571              | Crispi I        | 7 agosto 1887 – 9 marzo 1889         | 28 febbraio 1889  |
| 30.  | 579              | 558              | Giolitti I      | 15 maggio 1892 – 15 dicembre 1893    | 24 novembre 1893  |
| 31.  | 575              | 555              | Fanfani III     | 27 luglio 1960 – 22 febbraio 1962    | 2 febbraio 1962   |
| 32.  | 561              | 527              | Colombo         | 6 agosto 1970 – 18 febbraio 1972     | 15 gennaio 1972   |
| 33.  | 554              | 549              | Minghetti I     | 24 marzo 1863 – 28 settembre 1864    | 23 settembre 1864 |
| 34.  | 551              | 536              | Cairoli III     | 25 novembre 1879 – 29 maggio 1881    | 14 maggio 1881    |
| 35.  | 545              | 535              | De Gasperi VI   | 27 gennaio 1950 – 26 luglio 1951     | 16 luglio 1951    |
| 36.  | 536              | 467              | Gentiloni       | 12 dicembre 2016 – 1º giugno 2018    | 24 marzo 2018     |
| 37.  | 529              | 401              | Monti           | 16 novembre 2011 – 28 aprile 2013    | 21 dicembre 2012  |
| 38.  | 527              | 509              | Conte II        | 5 settembre 2019 – 13 febbraio 2021  | 26 gennaio 2021   |
| 39.  | 517              | 509              | Di Rudinì III   | 15 luglio 1896 – 14 dicembre 1897    | 6 dicembre 1897   |
| 40.  | 511              | 497              | Scelba          | 10 febbraio 1954 – 6 luglio 1955     | 22 giugno 1955    |
| 41.  | 499              | 487              | Giolitti II     | 3 novembre 1903 – 16 marzo 1905      | 4 marzo 1905      |
| 42.  | 498              | 494              | Boselli         | 19 giugno 1916 – 30 ottobre 1917     | 26 ottobre 1917   |
| 43.  | 494              | 488              | Menabrea II     | 5 gennaio 1868 – 13 maggio 1869      | 7 maggio 1869     |
| 44.  | 487              | 359              | Dini            | 17 gennaio 1995 – 18 maggio 1996     | 11 gennaio 1996   |
| 45.  | 485              | 448              | Fanfani IV      | 22 febbraio 1962 – 22 giugno 1963    | 16 maggio 1963    |
| 46.  | 466              | 401              | De Mita         | 13 aprile 1988 – 23 luglio 1989      | 19 maggio 1989    |
| 47.  | 461              | 445              | Conte I         | 1º giugno 2018 – 5 settembre 2019    | 20 agosto 2019    |
| 48.  | 461              | 430              | Di Rudinì I     | 9 febbraio 1891 – 15 maggio 1892     | 14 aprile 1892    |
| 49.  | 459              | 449              | La Marmora II   | 28 settembre 1864 – 31 dicembre 1865 | 21 dicembre 1865  |
| 50.  | 456              | 445              | Depretis VI     | 30 marzo 1884 – 29 giugno 1885       | 18 giugno 1885    |
| 51.  | 446              | 410              | Moro IV         | 23 novembre 1974 – 12 febbraio 1976  | 7 gennaio 1976    |
| 52.  | 442              | 377              | Andreotti VII   | 13 aprile 1991 – 28 giugno 1992      | 24 aprile 1992    |
| 53.  | 427              | 423              | D'Alema I       | 21 ottobre 1998 – 22 dicembre 1999   | 18 dicembre 1999  |
| 54.  | 421              | 405              | Spadolini I     | 28 giugno 1981 – 23 agosto 1982      | 7 agosto 1982     |
| 55.  | 411              | 400              | Amato II        | 26 aprile 2000 – 11 giugno 2001      | 31 maggio 2001    |
| 56.  | 408              | 395              | Zoli            | 20 maggio 1957 – 2 luglio 1958       | 19 giugno 1958    |
| 57.  | 406              | 399              | Pelloux II      | 15 maggio 1899 – 25 giugno 1900      | 18 giugno 1900    |
| 58.  | 404              | 373              | Segni II        | 16 febbraio 1959 – 26 marzo 1960     | 24 febbraio 1960  |
| 59.  | 389              | 374              | Berlusconi III  | 23 aprile 2005 – 17 maggio 2006      | 2 maggio 2006     |
| 60.  | 383              | 376              | Giolitti V      | 16 giugno 1920 – 4 luglio 1921       | 27 giugno 1921    |
| 61.  | 377              | 351              | Andreotti II    | 26 giugno 1972 – 8 luglio 1973       | 12 giugno 1973    |
| 62.  | 377              | 259              | Ciampi          | 29 aprile 1993 – 11 maggio 1994      | 13 gennaio 1994   |
| 63.  | 373              | 324              | Andreotti IV    | 13 marzo 1978 – 21 marzo 1979        | 31 gennaio 1979   |
| 64.  | 364              | 353              | Luzzatti        | 31 marzo 1910 – 30 marzo 1911        | 19 marzo 1911     |
| 65.  | 358              | 346              | De Gasperi IV   | 1º giugno 1947 – 24 maggio 1948      | 12 maggio 1948    |
| 66.  | 334              | 324              | Nitti I         | 23 giugno 1919 – 22 maggio 1920      | 12 maggio 1920    |
| 67.  | 319              | 307              | Pelloux I       | 30 giugno 1898 – 15 maggio 1899      | 3 maggio 1899     |
| 68.  | 310              | 300              | Depretis V      | 25 maggio 1883 – 30 marzo 1884       | 20 marzo 1884     |
| 69.  | 305              | 298              | Amato I         | 28 giugno 1992 – 29 aprile 1993      | 22 aprile 1993    |
| 70.  | 300              | 292              | Letta           | 28 aprile 2013 – 22 febbraio 2014    | 14 febbraio 2014  |
| 71.  | 294              | 288              | Ricasoli II     | 20 giugno 1866 – 10 aprile 1867      | 4 aprile 1867     |
| 72.  | 280              | 273              | Rattazzi I      | 3 marzo 1862 – 8 dicembre 1862       | 1º dicembre 1862  |
| 73.  | 272              | 265              | Badoglio I      | 27 luglio 1943 – 24 aprile 1944      | 17 aprile 1944    |
| 74.  | 271              | 265              | Fortis I        | 28 marzo 1905 – 24 dicembre 1905     | 18 dicembre 1905  |
| 75.  | 270              | 263              | Cairoli I       | 24 marzo 1878 – 19 dicembre 1878     | 12 dicembre 1878  |
| 76.  | 264              | 261              | Ricasoli I      | 12 giugno 1861 – 3 marzo 1862        | 28 febbraio 1862  |
| 77.  | 260              | 214              | Craxi II        | 1º agosto 1986 – 18 aprile 1987      | 3 marzo 1987      |
| 78.  | 259              | 226              | Goria           | 29 luglio 1987 – 13 aprile 1988      | 11 marzo 1988     |
| 79.  | 253              | 220              | Forlani         | 18 ottobre 1980 – 28 giugno 1981     | 26 maggio 1981    |
| 80.  | 253              | 202              | Rumor V         | 15 marzo 1974 – 23 novembre 1974     | 3 ottobre 1974    |
| 81.  | 251              | 225              | Berlusconi I    | 11 maggio 1994 – 17 gennaio 1995     | 22 dicembre 1994  |
| 82.  | 250              | 237              | Rumor IV        | 8 luglio 1973 – 15 marzo 1974        | 2 marzo 1974      |
| 83.  | 246              | 149              | Fanfani V       | 1º dicembre 1982 – 4 agosto 1983     | 29 aprile 1983    |
| 84.  | 243              | 227              | Cossiga I       | 5 agosto 1979 – 4 aprile 1980        | 19 marzo 1980     |
| 85.  | 237              | 213              | Bonomi I        | 4 luglio 1921 – 26 febbraio 1922     | 2 febbraio 1922   |
| 86.  | 236              | 204              | Rumor I         | 13 dicembre 1968 – 6 agosto 1969     | 5 luglio 1969     |
| 87.  | 235              | 227              | Saracco         | 25 giugno 1900 – 15 febbraio 1901    | 7 febbraio 1901   |
| 88.  | 234              | 185              | Rumor II        | 6 agosto 1969 – 28 marzo 1970        | 7 febbraio 1970   |
| 89.  | 231              | 204              | Moro I          | 5 dicembre 1963 – 23 luglio 1964     | 26 giugno 1964    |
| 90.  | 229              | 224              | Salandra I      | 21 marzo 1914 – 5 novembre 1914      | 31 ottobre 1914   |
| 91.  | 229              | 208              | Fanfani II      | 2 luglio 1958 – 16 febbraio 1959     | 26 gennaio 1959   |
| 92.  | 216              | 203              | De Gasperi I    | 10 dicembre 1945 – 14 luglio 1946    | 1º luglio 1946    |
| 93.  | 215              | 193              | Menabrea III    | 13 maggio 1869 – 14 dicembre 1869    | 22 novembre 1869  |
| 94.  | 207              | 196              | Depretis III    | 19 dicembre 1878 – 14 luglio 1879    | 3 luglio 1879     |
| 95.  | 203              | 190              | De Gasperi II   | 14 luglio 1946 – 2 febbraio 1947     | 20 gennaio 1947   |
| 96.  | 200              | 192              | Rattazzi II     | 10 aprile 1867 – 27 ottobre 1867     | 19 ottobre 1867   |
| 97.  | 197              | 177              | Cossiga II      | 4 aprile 1980 – 18 ottobre 1980      | 28 settembre 1980 |
| 98.  | 191              | 182              | Bonomi III      | 12 dicembre 1944 – 21 giugno 1945    | 12 giugno 1945    |
| 99.  | 181              | 172              | Crispi III      | 15 dicembre 1893 – 14 giugno 1894    | 5 giugno 1894     |
| 100. | 177              | 161              | Bonomi II       | 18 giugno 1944 – 12 dicembre 1944    | 26 novembre 1944  |
| 101. | 172              | 156              | Parri           | 21 giugno 1945 – 10 dicembre 1945    | 24 novembre 1945  |
| 102. | 171              | 171              | La Marmora III  | 31 dicembre 1865 – 20 giugno 1866    | 20 giugno 1866    |
| 103. | 171              | 147              | Leone II        | 25 giugno 1968 – 13 dicembre 1968    | 19 novembre 1968  |
| 104. | 169              | 165              | Di Rudinì IV    | 14 dicembre 1897 – 1º giugno 1898    | 28 maggio 1898    |
| 105. | 169              | 78               | Moro V          | 12 febbraio 1976 – 30 luglio 1976    | 30 aprile 1976    |
| 106. | 166              | 136              | Leone I         | 22 giugno 1963 – 5 dicembre 1963     | 5 novembre 1963   |
| 107. | 156              | 143              | Facta I         | 26 febbraio 1922 – 1º agosto 1922    | 19 luglio 1922    |
| 108. | 155              | 141              | Pella           | 17 agosto 1953 – 19 gennaio 1954     | 5 gennaio 1954    |
| 109. | 137              | 10               | Andreotti V     | 21 marzo 1979 – 5 agosto 1979        | 31 marzo 1979     |
| 110. | 134              | 127              | Cairoli II      | 14 luglio 1879 – 25 novembre 1879    | 18 novembre 1879  |
| 111. | 131              | 100              | Rumor III       | 28 marzo 1970 – 6 agosto 1970        | 6 luglio 1970     |
| 112. | 129              | 8                | Andreotti I     | 18 febbraio 1972 – 26 giugno 1972    | 26 febbraio 1972  |
| 113. | 127              | 123              | Di Rudinì II    | 10 marzo 1896 – 15 luglio 1896       | 11 luglio 1896    |
| 114. | 126              | 119              | D'Alema II      | 22 dicembre 1999 – 26 aprile 2000    | 19 aprile 2000    |
| 115. | 125              | 116              | Depretis VIII   | 4 aprile 1887 – 7 agosto 1887        | 29 luglio 1887    |
| 116. | 123              | 115              | Tambroni        | 26 marzo 1960 – 27 luglio 1960       | 19 luglio 1960    |
| 117. | 119              | 100              | De Gasperi III  | 2 febbraio 1947 – 1º giugno 1947     | 13 maggio 1947    |
| 118. | 111              | 99               | Sonnino I       | 8 febbraio 1906 – 30 maggio 1906     | 18 maggio 1906    |
| 119. | 110              | 100              | Sonnino II      | 11 dicembre 1909 – 31 marzo 1910     | 21 marzo 1910     |
| 120. | 106              | 106              | Farini          | 8 dicembre 1862 – 24 marzo 1863      | 24 marzo 1863     |
| 121. | 102              | 10               | Fanfani VI      | 18 aprile 1987 – 29 luglio 1987      | 28 aprile 1987    |
| 122. | 100              | 82               | Spadolini II    | 23 agosto 1982 – 1º dicembre 1982    | 13 novembre 1982  |
| 123. | 91               | 87               | Facta II        | 1º agosto 1922 – 31 ottobre 1922     | 27 ottobre 1922   |
| 124. | 85               | 70               | Depretis II     | 29 dicembre 1877 – 24 marzo 1878     | 9 marzo 1878      |
| 125. | 81               | 75               | Cavour IV       | 23 marzo 1861 – 12 giugno 1861       | 6 giugno 1861     |
| 126. | 70               | 57               | Menabrea I      | 27 ottobre 1867 – 5 gennaio 1868     | 23 dicembre 1867  |
| 127. | 55               | 45               | Badoglio II     | 24 aprile 1944 – 18 giugno 1944      | 8 giugno 1944     |
| 128. | 46               | 40               | Fortis II       | 24 dicembre 1905 – 8 febbraio 1906   | 2 febbraio 1906   |
| 129. | 32               | 12               | De Gasperi VIII | 16 luglio 1953 – 17 agosto 1953      | 28 luglio 1953    |
| 130. | 29               | 17               | Di Rudinì V     | 1º giugno 1898 – 30 giugno 1898      | 18 giugno 1898    |
| 131. | 25               | 18               | Nitti II        | 22 maggio 1920 – 16 giugno 1920      | 9 giugno 1920     |
| 132. | 22               | 11               | Fanfani I       | 19 gennaio 1954 – 10 febbraio 1954   | 30 gennaio 1954   |
| 133. | 12               | 9                | Tittoni         | 16 marzo 1905 – 28 marzo 1905        | 25 marzo 1905     |

### Presidenti del Consiglio per durata incarico
| N.  | Giorni in carica | Giorni effettivi | Ritratto | Presidente del Consiglio       | Partito di appartenenza                                                             | Governi |
| --- | ---------------- | ---------------- | -------- | ------------------------------ | ----------------------------------------------------------------------------------- | ------- |
| 1.  | 7574             | 7572             |          | Benito Mussolini               | Partito Nazionale Fascista                                                          | 1       |
| 2.  | 3839             | 3780             |          | Giovanni Giolitti              | Sinistra storica (fino al 1913)Partito Liberale Italiano (1913-1926)                | 5       |
| 3.  | 3339             | 3291             |          | Silvio Berlusconi              | Forza Italia (1994-2009)Il Popolo della Libertà (2009-2013)                         | 4       |
| 4.  | 3197             | 3069             |          | Agostino Depretis              | Sinistra storica                                                                    | 8       |
| 5.  | 2807             | 2688             |          | Alcide De Gasperi              | Democrazia Cristiana                                                                | 8       |
| 6.  | 2678             | 2219             |          | Giulio Andreotti               | Democrazia Cristiana                                                                | 7       |
| 7.  | 2279             | 2071             |          | Aldo Moro                      | Democrazia Cristiana                                                                | 5       |
| 8.  | 2098             | 2066             |          | Francesco Crispi               | Sinistra storica                                                                    | 4       |
| 9.  | 1659             | 1381             |          | Amintore Fanfani               | Democrazia Cristiana                                                                | 6       |
| 10. | 1608             | 1491             |          | Romano Prodi                   | L'Ulivo (1995-2007)Partito Democratico (2007-2009)                                  | 2       |
| 11. | 1543             | 1532             |          | Marco Minghetti                | Destra storica                                                                      | 2       |
| 12. | 1353             | 1272             |          | Bettino Craxi                  | Partito Socialista Italiano                                                         | 2       |
| 13. | 1304             | 1290             |          | Giovanni Lanza                 | Destra storica                                                                      | 1       |
| 14. | 1303             | 1244             |          | Antonio di Rudinì              | Destra storica                                                                      | 5       |
| 15. | 1104             | 928              |          | Mariano Rumor                  | Democrazia Cristiana                                                                | 5       |
| 16. | 1088             | 1043             |          | Antonio Segni                  | Democrazia Cristiana                                                                | 2       |
| 17. | 1023             | 1023             |          | Giorgia Meloni                 | Fratelli d'Italia                                                                   | 1       |
| 18. | 1024             | 1019             |          | Matteo Renzi                   | Partito Democratico                                                                 | 1       |
| 19. | 991              | 978              |          | Giuseppe Zanardelli            | Sinistra storica                                                                    | 1       |
| 20. | 988              | 954              |          | Giuseppe Conte                 | Indipendente di area Movimento 5 Stelle                                             | 2       |
| 21. | 955              | 926              |          | Benedetto Cairoli              | Sinistra storica                                                                    | 3       |
| 22. | 821              | 807              |          | Antonio Salandra               | Destra storica                                                                      | 2       |
| 23. | 779              | 738              |          | Luigi Federico Menabrea        | Destra storica                                                                      | 3       |
| 24. | 725              | 706              |          | Luigi Pelloux                  | Destra storica                                                                      | 2       |
| 25. | 716              | 698              |          | Giuliano Amato                 | Partito Socialista Italiano (1992-1994)L'Ulivo (1995-2007)                          | 2       |
| 26. | 630              | 620              |          | Alfonso La Marmora             | Destra storica                                                                      | 2       |
| 27. | 616              | 523              |          | Mario Draghi                   | Indipendente                                                                        | 1       |
| 28. | 605              | 556              |          | Ivanoe Bonomi                  | Partito Socialista Riformista Italiano (1913-1926)Democrazia del Lavoro (1943-1948) | 3       |
| 29. | 601              | 597              |          | Vittorio Emanuele Orlando      | Sinistra storica                                                                    | 1       |
| 30. | 561              | 527              |          | Emilio Colombo                 | Democrazia Cristiana                                                                | 1       |
| 31. | 558              | 549              |          | Bettino Ricasoli               | Destra storica                                                                      | 2       |
| 32. | 553              | 542              |          | Massimo D'Alema                | Democratici di Sinistra                                                             | 2       |
| 33. | 536              | 467              |          | Paolo Gentiloni                | Partito Democratico                                                                 | 1       |
| 34. | 529              | 401              |          | Mario Monti                    | Indipendente (fino al 2012)Scelta Civica (2012-2013)                                | 1       |
| 35. | 521              | 487              |          | Giovanni Spadolini             | Partito Repubblicano Italiano                                                       | 2       |
| 36. | 511              | 497              |          | Mario Scelba                   | Democrazia Cristiana                                                                | 1       |
| 37. | 498              | 494              |          | Paolo Boselli                  | Destra storica                                                                      | 1       |
| 38. | 487              | 359              |          | Lamberto Dini                  | Indipendente (fino al 1996)Rinnovamento Italiano (1996-2002)                        | 1       |
| 39. | 480              | 465              |          | Urbano Rattazzi                | Sinistra storica                                                                    | 2       |
| 40. | 466              | 401              |          | Ciriaco De Mita                | Democrazia Cristiana                                                                | 1       |
| 41. | 440              | 404              |          | Francesco Cossiga              | Democrazia Cristiana                                                                | 2       |
| 42. | 408              | 395              |          | Adone Zoli                     | Democrazia Cristiana                                                                | 1       |
| 43. | 377              | 259              |          | Carlo Azeglio Ciampi           | Indipendente                                                                        | 1       |
| 44. | 364              | 353              |          | Luigi Luzzatti                 | Destra storica                                                                      | 1       |
| 45. | 359              | 342              |          | Francesco Saverio Nitti        | Partito Radicale Italiano                                                           | 2       |
| 46. | 337              | 283              |          | Giovanni Leone                 | Democrazia Cristiana                                                                | 2       |
| 47. | 327              | 310              |          | Pietro Badoglio                | Indipendente                                                                        | 2       |
| 48. | 317              | 305              |          | Alessandro Fortis              | Sinistra storica                                                                    | 2       |
| 49. | 300              | 292              |          | Enrico Letta                   | Partito Democratico                                                                 | 1       |
| 50. | 259              | 226              |          | Giovanni Goria                 | Democrazia Cristiana                                                                | 1       |
| 51. | 253              | 220              |          | Arnaldo Forlani                | Democrazia Cristiana                                                                | 1       |
| 52. | 247              | 230              |          | Luigi Facta                    | Partito Liberale Italiano                                                           | 2       |
| 53. | 235              | 227              |          | Giuseppe Saracco               | Sinistra storica                                                                    | 1       |
| 54. | 221              | 199              |          | Sidney Sonnino                 | Destra storica                                                                      | 2       |
| 55. | 172              | 156              |          | Ferruccio Parri                | Partito d'Azione                                                                    | 1       |
| 56. | 155              | 141              |          | Giuseppe Pella                 | Democrazia Cristiana                                                                | 1       |
| 57. | 123              | 115              |          | Fernando Tambroni              | Democrazia Cristiana                                                                | 1       |
| 58. | 106              | 106              |          | Luigi Carlo Farini             | Destra storica                                                                      | 1       |
| 59. | 81               | 75               |          | Camillo Benso, conte di Cavour | Destra storica                                                                      | 1       |
| 60. | 12               | 9                |          | Tommaso Tittoni                | Destra storica                                                                      | 1       |